# 톈진 진먼후
톈진 진먼후(중국어 간체자: 天津津门虎, 정체자: 天津津門虎, 병음: Tiānjīn Jīnménhǔ)는 중국 톈진시를 연고로 하는 중국 슈퍼리그 소속 프로 축구팀으로  1951년에 창단되었으며 클럽의 명칭은 톈진 경제기술 개발구(Tianjin Economic and Technology Development Area)의 영문 약어인 "TEDA"를 중국어로 음역한 것이다.

## 역사
1957년 창단한 직후 꾸준히 좋은 성적을 거두었음에도 불구하고 그 당시에는 그다지 많은 주목을 이끌지 못했고 이후에도 4위 혹은 5위권의 성적을 거두었지만 1966년부터 10년동안 일어난 문화대혁명으로 감독, 코치, 선수들이 홍위병들에 의해 숙청당하거나 강제 노역장에 끌려가는 바람에 팀이 풍비박산나기도 했다.
그러다가 1980년과 1983년에 리그와 북부리그에서 우승을 차지한 뒤 1994년에 중국 축구 갑급 A리그의 출범 이후 프로로 전환했고 그 해에 중국 축구 갑급 B리그에서 준우승을 차지하며 A리그 승격에 성공했고 이후 2시즌동안 8위권을 유지해오다가 1997 시즌에 11위에 그치며 B리그로 강등되는 수모를 겪기도 했다.
그러나 2004 시즌에 중국 슈퍼리그가 출범한 뒤 2010 시즌에서 준우승이라는 구단 역사상 슈퍼리그 역대 최고 성적을 거두었고 AFC 챔피언스리그 엘리트에는 3번 참가하여 이 중 2011년 대회에서 16강에 올랐으며 중국 FA컵에서는 1960년과 2011년 우승, 1956년 준우승을 차지했다.

## 클럽 명칭 변천사
- 1956-92: 톈진시 FC(Tianjin City FC, 天津市足球队)
- 1993-94: 톈진 FC(Tianjin FC, 天津足球俱乐部)
- 1995-96: 톈진 삼성(Tianjin Samsung, 天津三星)
- 1997: 톈진 리페이(Tianjin Lifei, 天津立飞)
- 1998-99: 톈진 테다(Tianjin Teda, 天津泰达)
- 2000: 톈진 터타 딩신(Tianjin Teda Dingxin, 天津泰达顶新)
- 2001: 톈진 테다 CEC(Tianjin Teda CEC, 天津泰达 CEC)
- 2002; 톈진 테다(Tianjin Teda, 天津泰达)
- 2003-04: 톈진 캉스푸(Tianjin Kangshifu, 天津康师傅)
- 2005-2020: 톈진 테다(Tianjin Teda, 天津泰达)
- 2021: 톈진 진먼후(Tianjin Tigers, 天津津门虎)

## 성적
| 시즌     | 1994 | 1995 | 1996 | 1997 | 1998 | 1999 | 2000 | 2001 | 2002 | 2003 | 2004 | 2005 | 2006 | 2007 | 2008 | 2009 | 2010 | 2011 |
| -------- | ---- | ---- | ---- | ---- | ---- | ---- | ---- | ---- | ---- | ---- | ---- | ---- | ---- | ---- | ---- | ---- | ---- | ---- |
| 부       | 2    | 1    | 1    | 1    | 2    | 1    | 1    | 1    | 1    | 1    | 1    | 1    | 1    | 1    | 1    | 1    | 1    | 1    |
| 성적(위) | 2    | 8    | 8    | 11   | 1    | 7    | 10   | 7    | 10   | 10   | 6    | 4    | 6    | 6    | 4    | 6    | 2    | 10   |

## 선수

### 현역
참고: FIFA 자격 규정에 따라 소속된 국가대표팀 국기를 표시합니다. 선수는 복수의 FIFA 비회원국 국적을 가지고 있을 수 있습니다.
| 번호 | 포지션 | 국적     | 이름            |
| ---- | ------ | -------- | --------------- |
| 7    | FW     | 알바니아 | 알비온 아데미   |
| 9    | FW     |          | 안드레아 콤파뇨 |

| 번호 | 포지션 | 국적       | 이름          |
| ---- | ------ | ---------- | ------------- |
| 21   | DF     | 크로아티아 | 밀레 슈코리치 |

## 역대 감독
| 감독                   | 임기        |
| ---------------------- | ----------- |
| 자이므 파셰쿠          | 2016 ~ 2017 |
| 이임생                 | 2017        |
| 울리 슈틸리케          | 2017 ~ 2020 |
| 위건웨이(감독 겸 코치) | 2021 ~      |